# Vištyčio regioninis parkas
Vištyčio regioninis parkas este o arie protejată (sit de importanță comunitară — SCI) din Lituania întinsă pe o suprafață de 4.394,23 ha, integral pe uscat.

## Localizare
Centrul sitului Vištyčio regioninis parkas este situat la coordonatele 54°24′25″N 22°48′47″E / 54.407°N 22.813°E.

## Înființare
Situl Vištyčio regioninis parkas a fost declarat sit de importanță comunitară în februarie 2004 pentru a proteja 1 specie de plante și 3 specii de animale.

## Biodiversitate
Situată în ecoregiunea boreală, aria protejată conține 16 habitate naturale: Vegetație psamofilă uscată cu pășuni deschise de Corynephorus și Agrostis, Lacuri eutrofice naturale cu vegetație de tip Magnopotamion sau Hydrocharition, Lacuri și iazuri distrofice naturale, Pajiști uscate seminaturale și facies de acoperire cu tufișuri pe substraturi calcaroase (Festuco-Brometalia) (* situri importante pentru orhidee), Pajiști fino-scandinave uscate până la mezice, bogate în specii de altitudine mică, Pajiști cu Molinia pe soluri calcaroase, turboase sau argilos-nămoloase (Molinion caeruleae), Liziere de ierburi înalte hidrofile de câmpie și de nivel montan până la alpin, Fânețe de joasă altitudine (Alopecurus pratensis, Sanguisorba officinalis), Turbării active, Mlaștini turboase de tranziție și turbării mișcătoare, Păduri fino-scandinave bogate în ierburi cu Picea abies, Pășuni din zone de pădure fino-scandinave, Păduri caducifoliate de mlaștină fino-scandinave, Păduri de stejar sau de stejar și carpen sub-atlantice și medio-europene de Carpinion betuli, Mlaștini împădurite, Păduri aluvionare cu Alnus glutinosa și Fraxinus excelsior (Alno-Padion, Alnion incanae, Salicion albae).
La baza desemnării sitului se află mai multe specii protejate:
- plante (1): mușchi (Dicranum viride)
- amfibieni (1): buhai de baltă cu burta roșie (Bombina bombina)
- nevertebrate (2): Graphoderus bilineatus, libelule (Leucorrhinia pectoralis)